# Paula Strasberg
Paula Strasberg (nata Pearl Miller) (New York, 8 marzo 1909 – New York, 29 aprile 1966) è stata un'attrice teatrale e insegnante statunitense.

## Biografia
Era la seconda moglie di Lee Strasberg e la madre di Susan Strasberg e John Strasberg. Fu come il marito insegnante di recitazione all'Actors Studio. Ebbe fra i suoi allievi Marilyn Monroe. Come attrice teatrale interpretò molti ruoli, sino alla sua ultima interpretazione in Me and Molly nel periodo 26 febbraio - 10 luglio 1948. Ebbe due figli entrambi attori e insegnanti, John Strasberg e Susan Strasberg. Morì nel 1966 per una forma tumorale e venne seppellita al Westchester Hills Cemetery.

## Filmografia
- Il principe e la ballerina, istruttrice dei dialoghi (1957)
- A qualcuno piace caldo, istruttrice dei dialoghi (1959)